# Togur
Togur is een bestuurslaag in het regentschap Simalungun van de provincie Noord-Sumatra, Indonesië. Togur telt 397 inwoners (volkstelling 2010).